# 民都鲁
民都鲁，是马来西亚砂拉越州民都鲁省的省会，州内第四大城，隶属于民都魯發展局。该镇东鄰美里、南傍加帛、西接诗巫、北面南海；距离州首府古晋空路距離349公里（約30分鐘航程），陸路距離612公里（約9小時路程）。
十九世纪中叶前，民都鲁还是一个默默无闻的小渔村，直到1867年召开的砂拉越首届立法会议，民都鲁才逐渐的受關注。而随着之后的一波波巅峰发展期，民都鲁在短短的三十年里，从一个小渔村发展成了一座新兴的工业小镇。从民都鲁沿格盟纳河而上有实包勿镇、班丹镇（Pandan）、拉芒镇（Labang）及都胞镇（Tubau）。

## 历史

### 早期
公元11至15世纪，婆罗洲已有古老的王朝马兰诺王朝。在公元15世纪前，民都鲁是马兰诺国（Malano，南宋《岭外代答》卷三號“麻啰奴”、元朝《大德南海志》卷七名“麻拿啰奴”）的领土。马兰诺国是由马兰诺族建立，据汶莱史诗《阿旺瑟马翁之诗》（Syair Awang Semaun）记述，当时马兰诺国和汶莱都是满者伯夷的属国。文莱第一位苏丹馬合謨沙（1363—1402年在位）在经过多次与马兰诺人交战后，占领了马兰诺国，同时包括民都鲁地区。
馬合謨沙之子麻那惹加那于永乐六年（1408年）赴南京朝见明成祖，同年麻那惹加那染疾葬于南京。满者伯夷国在1527年被淡目國毀滅，这让当时也是属国的文莱有机会扩张其领土。西班牙帝国1571年自汶莱夺走马尼拉（现菲律宾首都），1578年除了再夺苏禄，同年发动卡斯蒂利亚战争远征婆罗洲文莱帝国，使得原为海上帝国的文莱实力大减。

### 十九世纪
1840至1850年期间，砂拉越白人拉者詹姆士·布鲁克侄儿查理斯·布鲁克的挚友亨利·吉寶镇压海盗有功，后受勋爵士；繼布洛克王朝1861年以每年4,500元赔偿金獲得第三省（詩巫省），1868年在民都鲁建设了木制营寨，并因其獲名吉寶堡（Fort Keppel），並留有吉寶路（Jalan Keppel）路名以資紀念。民都鲁于1862年5月23日及1869年4月12日两度遭遇伊拉農海盗袭击，巴伊族（Vaie）原住民在缺少布洛克政权援助仍两次将其击退，避免了被掳走而被转卖成奴隶的命运；1862年另有一座营寨主底板（Main Floor Plate）面积为329平方米（仅次于马鲁帝营寨的359平方米），或为首次遇袭后建设。
1865至1868年，意大利籍植物学家奥多阿多·贝卡利考察于婆罗洲及新几内亚，1867年8月4日自沐胶登上静心号（Heartsease）炮舰前往纳闽，该舰出行使命为缴纳6千元岁币予文莱苏丹，作为1861年起自其取得沐胶和民都鲁的补偿。8月13日抵达格盟纳河畔，他在记录中提到，当时民都魯已有几間华人店铺，多数为潮州人，而格盟纳河岸两旁是甘榜民都魯和甘榜日拔，河上游流域已有殘存的破屋，未知其是否及时赶回，共襄首届州议会。
1867年9月8日，砂拉越首届州立法议会在民都鲁召开，议会地点就是现今的大钟楼位置。参与议会的有查理斯·詹森·布鲁克、五名英籍官员及十六名马来族及马兰诺族地方領袖。据砂拉越宪报，1872年一座于夜间用以导航的灯塔在基都隆建成。
此前詹姆士·布鲁克为弭平前一年历时两个月的石隆门华工起义而向慕娘有限公司貸款5千英鎊，剛平亂就遭其逼債，在重压下于1858年10月21日突然罹患麻痹性中风，并已先于1863年9月25日返回英国伦敦，最后于1868年6月11日去世；查理斯·詹森·布鲁克自詹姆士·布鲁克回国前令其取代布鲁克·布鲁克成为王储后，已实际成为摄政王。
19世纪80至90年代，古晋富商田考开设振安号，大量引进诏安同乡，民都鲁即有其振安号分行和旗下的硕莪厂，而现在于民都鲁定居的诏安人，便是在百年前，随着田考的公司到当地工作的先民后人。
1885年7月28日第四省成立，辖区为吉都隆（在今民都鲁省）至巴南（今美里省马鲁帝县）与大老山副县（在今林梦省老越）。约在1890年，福德祠建成，旧址与30年后创立之中华公学的旧址同座落在现有中央市场的对面。

### 近代
在鲁巴河及周边区域，潮州人控制了大部分的商业乡镇。鲁巴河以东，跨越沙里伯斯河，除了民都鲁之外，闽商在各大乡镇，如沙拉卓、诗巫、加拿逸、加帛、马鲁帝、林梦等地，大致都占有主导地位。20世纪初，砂拉越的领土扩张基本上完成，此时闽商已遍布砂拉越各个区域，成为乡镇的主要社群。
1912年民都魯奧然加也莫哈默国民小学成立、1918年啟用，是民都魯最早的小學；該校校名源於莫哈默·舒甘（Mohammad bin Sungan）是1861年布洛克王朝佔領第三省區域（1873年第三省成立，省會詩巫），擴展領土至民都魯吉都隆；此前由汶萊蘇丹所委任維持地方治安的貴族（Orang Kaya）。后因二戰導致原本在市中心的校園殘損，1946年自市中心遷至現址，校舍2020年7月17日遭遇火患，幸三四年前該校師生已與民都魯巴鲁国民小学共用校區，並無師生波及。
1919年2月5日，民都鲁中华公学创立，原名「普南學堂」，租用市區的木板店屋为校舍。詩巫福州墾場1910年自詩巫向外發展，1924年陳立煥任民都鲁县公署书记，
1926年陳立煥自詩巫帶領500名福州墾民至實巴荷進行開墾，并接连于1927年和1928年在實巴荷成立尚仁堂和尚文公学。1920年代天主教北婆罗洲与纳闽教区宗座监牧与卫理公会先后到访或入驻民都鲁。1929年已有印裔回教徒在民都魯活動；另外1931年民都魯康樂俱樂部（Bintulu Recreation Club）成立。
三十年代初，由于世界战事频频，砂拉越王國拉者查理斯·维纳·布鲁克意识到战争迫在眉睫。他下令在全国五个地点兴建飞机场，其中一个地点是民都鲁。全部机场在1938年竣工，唯民都鲁由于财政的原因被迫于該年十月停建。

### 二战
1939年9月第二次世界大战爆发，隔年2月南洋华侨筹赈祖国难民总会（南僑總會）民都魯分會在民都魯中華公學成立。1941年4月4日中華公學在兒童節賣花賑濟中國難童；同年12月23日早晨，自新加坡起飛的荷蘭戰機，偵察到日軍正開拔經民都魯往古晉而去，遂擊沉一艘運油船及三艘運輸艦，但無阻日軍往古晉前進。民都魯沦陷後，中华公学則被日军改为日文学校。
在英屬婆羅洲日佔時期，首都在東岸州的山打根。原屬砂拉越王國行政區劃的第三省，下轄民都魯的詩巫于1942年8月8日改名為志布州，州長官由日本北婆罗洲派遣军坐鎮古晉總部以控制局勢。同年6月所委派的千田倪次郎，下轄志布縣（今詩巫省，應也包含1973年及2002年從詩巫劃出並升格為省的泗里街省和沐膠省）和民都魯縣——唯砂拉越於日佔期間所分成的三州，其具體施政細節至今仍未釐清，有待諳日文學者將存放於日本的當時相關文件譯出。
1942年9月5日在古晉赛马场刑场，甫上任两个月的日本北婆罗洲派遣军第37军的首任司令前田利为中将（前田的義表弟即义姑的儿子近卫文麿於1937—39、1940—41年曾任第34、38—39任日本首相；近卫的外孙（前田的義表外孫）细川护熙於1993—94年則成为第79任日本首相）監刑日本憲兵所收押的五名華人青年，他們此前遭判处偷竊汽油的罪名成立并被枪决后；前田于當天下午即搭乘軍機往納閩島，準備為以他命名的機場開幕，卻遲遲未見他出現；豈不知於飞向纳闽途中，前田已在民都鲁岸外坠机身亡。一个月后，经过日軍海陸空的搜索，終於在民都鲁岸外捞起飞机的残骸，前田利为中将的骸骨则由一名闽籍渔夫捞获并通知日军。
1944—45年期間，民都魯市區先遭大火，焚燬三十多間木板店屋；隔年同盟國盟军空投燃燒彈，將僅存的二十餘間店屋夷為平地，只留下了今魚市場對面的大伯公廟及中華公學，古晉潮属儒商张开裕（1870—1924）所書民都鲁伯公庙的对联當在二戰前至少20載寫成。

### 二戰後至獨立前
1945年9月，澳洲盟军收复砂拉越，同月12日砂拉越与北婆罗洲皆隶属 婆罗洲英国军事管制区；隔年7月1日砂拉越成为砂拉越直辖殖民地。日本投降后，于1942年初成立的北婆罗洲反日同盟会形式上解散，转而在各地成立了中华公会和华侨青年社等左翼组织。

1946年7月，末代拉者查理斯·维纳·布鲁克將砂拉越让渡于英国，成为英属殖民地，在1947年的砂拉越人口统计中，民都鲁自第三省（诗巫）划拨为第四省（美里）。
1947年4月1日，民都鲁中华公会成立。同年9月10日，民中华公会接获中华民国国民大会侨局国外国民代表兼第35区选举事务所主席俞培钧来函表示英属婆罗洲（第35选举区）华侨得选国民代表一人。12月12日，民都魯中华公会函中华民国新加坡领事馆要求将中华公学一至四校个别立案，恢复原来的校名即市区的中华公学；实巴荷（Sebauh）的尚文公学（1996年迁至民都鲁）与中山小学；班丹（Pandan，實巴荷郊區）华小公学（似已撤校，年份待考），后也获得总领事馆的批准。
1947年后，江边的潮属戏院欲出售，福州同乡纷纷慷慨筹募基金并以当时七千五百余元购下該戏院，同时还包括半依甲土地及间隔十二房间的木店。福州公会会所就座落在正座的戏院，两旁店屋则充做来自实巴荷或外地同乡前来寄宿之用。公会其中之一收费来源为码头征收摩多、快艇停泊费等。1947年民都鲁华人共2,056人，按籍贯前四名人数依序为福州人（805人）、潮州人（535人）、福建人（268人）及广府人（229人），即已约占9成华人比例。
1948年9月5日，中华民国首任驻古晋领事馆领事陈应榮博士夫妇（次女陳香梅的丈夫為飛虎隊指揮官陳納德）由美里乘王长水轮抵第四省民都鲁（当时省会为美里，至1987年民都鲁升格为省）巡视。五十年代期间，民都鲁的木材业正处于蓬勃兴旺时期。
1951年，由于福州会所地契期满，該會同乡开始筹办兴建新会所，主席叶明逸（任期從1946年至1972年）于一项拍卖中以105元购得现址刘玉顺地段，同乡又齐心同力筹得一万余元兴建新会所且码头照旧收租金及维修费至80年代中旬被政府收回为止。1954年有實巴荷移民申請來到民都魯開辟新闽河新垦区（民美路3哩至7哩，今称实比河Sebiew），並于1957年在該區砍伐森林及种植高产量树胶。叶明逸擔任福州公會主席期間，召集所有持身份證的同鄉向政府申請到六千畝（當為英畝—Acre，6千英畝約為4,248公頃）土地，每人可免費分得二十畝供墾殖。
1956年元旦民都魯縣參議會成立；居民2萬3千人，華人2,990人（13%）。縣內小學13間：縣議會轄下6間、華文小學5間及教會小學2間；其中兩間最大規模的學校即中華公學有學生270人，安東尼英校有學生115人。1960年代，青天戲院建成，是民都魯首間鋼骨水泥建築物，之後改建成現今的City Point商業中心，於1998年落成。1960自美里經尼亞往民都魯的公路開始建設，全長135英里（約217公里），耗時8年完成；1964年民都魯擁有5英里（8公里）的公路。

### 独立后
砂拉越于1963年7月22日脱离英國殖民并独立，同年9月16日与马来亚、沙巴及新加坡共同组成马来西亚聯邦。1966年10月民都魯舊機場擴建完成，跑道長度達4,500英尺（約1,372公尺）；1968年5月1日马来西亚-新加坡航空引進福克F27運營民都魯—詩巫—古晉—新加坡與民都魯—汶萊—沙巴定期航線，民都魯—美里航線同年8月1日則從羅東移至新機場。60年代末至70年代初，砂拉越共產黨在拉讓江流域進行武裝活動，因此詩巫、泗里街、民丹莪等福州人為主的中區居民往外遷移，隨著福州人遷入民都魯，導致早期以潮屬為主的華裔人口結構產生了改變。1965民都魯醫院獲批建設，1968—2000年位置坐落於格美納河畔，2000年5月21日移至雅胞（Nyabau）路現址。
1967年在民都鲁外海发现天然气田，1975年底動工建廠開採天然氣，1978年民都鲁液化天然气厂開始營運。1975年，确认丹絨峇都（Tanjung Batu）可作為砂拉越首座深水港口；美里中华商会为了加强第四省商会组织，来函并协助民都鲁组织中华商会，同年5月，中华总商会成立。商会诞生之前，民都鲁只有六、七排两层木板店；10月21日午夜的一场大火，烧毁了24间店屋，使民都鲁一瞬间少了三份之一的商店，災情損失500萬馬幣（1975年8月至2003年稱為零吉）。唯獨大伯公廟不被波及，後有乩童表示大伯公要出遊驅邪，否則民都魯地區將再有災難，所以1976年1月1日，大伯公廟首次舉辦遊神活動。
民都魯原屬第四省美里省，按1977年的規劃當從美里劃出，與峇南省個別升格為第八省民都魯省（省會民都魯）與第九省峇南省（省會弄拉瑪，Long Lama）；唯民都魯1987年1月升格為省時，稍遲於1986年7月自古晉升格成省的三馬拉漢省（省會常略稱哥漢）。民都魯成為第九省至今，陸續又有沐胶省（2002年3月1日自詩巫升格）、木中省（2002年3月26日自泗里街升格）與西连省（2015年4月11日自三馬拉漢升格）成立，峇南升格至今仍在推動中。

砂拉越政府在1978年设立民都鲁发展局（BDA），以协调民都鲁省的各项发展计划，当时人口已有一万人左右（1980年民都鲁人口不包括达岛共有26,791人，其中17,438人在实巴荷）。民都鲁液化天然气厂于1982年竣工，第二分厂于1994年完工。首座格盟纳桥在1983年12月13日开通，即自美里可经民都鲁境内直达诗巫；1984年即诗巫民都鲁快车有限公司及南兰律巴士有限公司先后开通诗巫至民都鲁及美里的直达车次。随着民都鲁建设的蓬勃发展，镇里开始出现民房不足问题。为了解决房荒问题，吉都隆卫星镇第一期于1985年竣工，建了508个单位的排屋；市区江滨的店屋约在同时期与丽华大厦（民都鲁首座购物中心）接连落成，带动了经济发展。

### 升格為省
1987年1月1日，民都鲁升格成民都鲁省，成为砂拉越的第九省，省会民都鲁镇；同年8月27日佔地714公頃的博特拉大学民都魯校區成立，現有2,800名學生。民都鲁野生动植物园在1992年开启，是砂拉越首座野生动植物园。由于发展计划多数是沿海开发，沿岸民宅及海岸線飽受驚濤駭浪的侵蝕，发展局在1996年兴筑防波堤；隔年壳牌公司（Shell）综合蒸馏厂（SMDS）所属12座油库其中的2座失火并于圣诞节晚上10时50分爆炸，由220名消拯员将火势扑灭，损失达4.8亿美元（2015年估值）；经修復于2000年6月重新启用。
因应美里—民都鲁—诗巫的繁忙交通，同时2003年3月机场自市区迁至现址（占地约6平方公里），2003年在格盟纳桥旁增建一座与之平行的新桥（桥梁部分长度为456公尺，总长度725公尺），并于两年后竣工。2005年举办首届婆罗洲国际风筝节；2007年11月民都魯發展局在山上的總部啟用；2008年2月成为砂拉越再生能源走廊的城镇之一；2017年9月8日为砂拉越首届立法议会在民都鲁召开150周年，同月16日為慶祝馬來西亞獨立日60週年在民都魯中央商圈舉辦石壁彩繪及植樹活動；2018年民都鲁发展局成立40周年。
2025年随着SK One启用，民都鲁商场的净出租面积（NLA, Net Lettable Area）达到290万平方尺，以下为现有购物广场：
- 1980年代
  - 麗華大廈（Li Hua Plaza，1987年營業，下同）
- 1990年代
  - Citypoint（1997年）
- 2000年代
  - 城市花園商場，2007年
- 2010年代
  - 美丹商場（Medan Mall，2014年）
  - 時代廣場（Times Square，2014年）
  - 百乐城（Paragon，2015年）
  - Commerce Square（2016年[103]）
  - 巴士总站（Bus Terminal，2017年）
  - Town Square Plaza（2018年）
  - 新欣商場（英语：The Spring Bintulu）（原訂2018年11月運營[104]，延至同年12月開張，2024年第三季的出租率为75%）[102]
- 2020年代
  - 富麗華（Boulevard，原訂2019年6月運營[105]，2020年12月開張[106]），2024年第三季的出租率为75%。[102]
  - SK One Garden City（2025年1月）[107]

另有：
- 预计于2025年—Crown Pacific
- 未知落成年份—五哩富丽华、Kidurong Sentral Commercial Complex、Kidurong Setia Township Mall、Sungai Plan Emart Shopping Complex

皆将逐漸落成。
2021年砂首长阿邦佐哈里指出，外国渔船闯入砂海域的情况确实颇为严重，但在砂海岸警卫队的成立下，相信能在外国渔船闯入前先拦截对方面对入侵（外国渔船以拖网进行捕捞将伤害海龟、珊瑚礁和海洋生物，进而减少本地渔获量），政府将在第十二大马计划（2021年—2025年）下在古晋（实仁甲，亦称迪瑪拉勿）、丹绒玛尼、民都鲁、美里（2023年进行推展礼）和老越各设立5个码头；从1998年至2022年，砂拉越海域共部署了2万3500个礁球，砂拉越礁球项目在2023年7月10日被美国礁球基金会认可为世界上最长的人工鱼礁项目。另外，民都鲁的三马拉如也将继关丹（第一军区）、山打根（第二军区）及浮罗交怡（第三军区）成立马来西亚海军第四军区基地，预计在第十三大马计划（2026年—2030年）中期启用。
總部位於阿拉伯联合酋长国阿布達比的穆巴达拉石油公司和合作伙伴马来西亚国家石油（Petronas）以及荷兰皇家壳牌公司（Royal Dutch Shell）斥资逾10亿美元开发马来西亚Pegaga气田，預計2021年第三季度生产天然气；同年為期7至20年總投資20億美元的首座甲醇厂（8.5億美元）将投入营运，潜在项目包括生产氨、氢、甲醇衍生物以及其他高附加值的下游产品，例如浮法玻璃和矽氧烷及其衍生物。
长度达1.23公里的雅胞高架桥（Nyabau Flyover）是泛婆罗洲大道最长的高架桥，2022年2月19日由砂拉越总理阿邦佐哈里揭幕启用；聯通民都魯市區和甘榜日拔，耗資約4.6億令吉的日拔大橋（桥梁部分长度为1,212公尺，总长度3,586公尺）于2025年3月23日通车，民都鲁市区到机场的距离将从22公里减少至6.4公里左右，通车时间由30分钟缩减至10分钟；双向四车道的美丹高架桥（Medan Flyover）则预计于2024年12月2日完工（严重延误），届时高原山庄（Taman Tinggi）至市区车程可从30分钟缩短至15分钟。另实巴河桥也將於2025年完工，屆時各地至民都魯核心地區的道路基本接通，有望提振各地經濟。
發展局放眼民都魯在2030年前昇市（即该市总人口超过50万和年收入超过1亿令吉：2022年底民都鲁的家庭平均收入为9645令吉，中位数为8567令吉；高于砂拉越整体的6457令吉平均值和4978令吉中位数），截至2020年人口為26.6万人，屆時達島及實巴荷也將升格為省；民都魯省公署及其他政府機構亦將遷至甘榜日拔（将发展成日拔再也，Jepak Jaya）運作，除日拔區將新建7千間房屋外；民都魯市區的四座甘榜（Kampung Sinong、Kampung Masjid、Kampung Dato及Kampung Sebiew）亦籌劃成為民都魯中央商务区。據英文版马来西亚选区列表所陳列資料，達島（现屬日拔 (州選區)）及實巴荷（今屬格美納 (州選區)）升格為省後或都將成為國會選區。

## 政治
民都鲁属于民都鲁国会议席，该议席在马来西亚下议院的代表为来自民进党的张庆信，民进党也是全国独一总部位于民都鲁的政党。
同时，民都鲁下有四个州议席，分别是日拔（Jepak）、丹绒峇都（Tanjong Batu）、格美纳（Kemena）和三马拉如（Samalaju）州议席。以下为各区代表。

### 州议席
自2021年砂拉越州选举以来，民都鲁国会议席下辖州议席，自2001年后首次悉数属于砂拉越政党联盟（原砂拉越国民阵线 國民陣線，2018年自其脱离），民都鲁的现任州议员如下：
| 编号 | 州议席                                 | 州议员                          | 成员党         | 补充                                                            |
| ---- | -------------------------------------- | ------------------------------- | -------------- | --------------------------------------------------------------- |
| N67  | 日拔                                   | 依斯干达杜奇（Iskandar Turkee） | 土保党（PBB）  | 首次担任该区议员，经2023年11月4日所办補選当选）                 |
| N68  | 丹绒峇都（原为「吉都隆」）             | 潘隆铭（Johny Pang Leong Ming） | 人联党（SUPP） | 首次担任该区议员（2021年当选）                                  |
| N69  | 格美纳                                 | 拿督斯里史迪芬伦迪              | 土保党（PBB）  | 砂拉越农业现代化和区域发展部部长兼连任该区5任议员（2001年至今） |
| N70  | 三马拉如（从「吉都隆」拆分出来的新区） | 拿督玛章冷吉（Majang Renggi）   | 人民党（PRS）  | 砂拉越海港发展部助理部长並蟬聯该区议员（2016年至今）            |

## 人文

### 人口
民都鲁是砂拉越第四大城镇，在古晋、美里和诗巫之后。镇市区人口有114,058人、省级则有183,402人（2010年资料），民都鲁镇人口占全省人口超过六成；2018年全省常住人口已達25.1萬人；加上20萬外勞及3萬流動人口，則將近50萬人。。2020年的砂拉越人口调查可知民都鲁全省人口达26.6万。镇里的人口主要由伊班人、华人、马来人、马兰诺人及外国人组成，外国人多数为印尼人、中国人及韩国人。
| 2010年民都鲁族群比例 | 2010年民都鲁族群比例 | 2010年民都鲁族群比例 | 2010年民都鲁族群比例 | 2010年民都鲁族群比例 |
| -------------------- | -------------------- | -------------------- | -------------------- | -------------------- |
| 族群 / 国籍          | 族群 / 国籍          |                      | 百分比               | 百分比               |
| 马来人               | 马来人               |                      | 10.92%               | 10.92%               |
| 伊班人               | 伊班人               |                      | 39.7%                | 39.7%                |
| 比达友人             | 比达友人             |                      | 1.21%                | 1.21%                |
| 马兰诺人             | 马兰诺人             |                      | 9.29%                | 9.29%                |
| 其它土著             | 其它土著             |                      | 6.23%                | 6.23%                |
| 华人                 | 华人                 |                      | 16.81%               | 16.81%               |
| 印度人               | 印度人               |                      | 0.23%                | 0.23%                |
| 其他                 | 其他                 |                      | 0.4%                 | 0.4%                 |
| 非马来西亚公民       | 非马来西亚公民       |                      | 15.21%               | 15.21%               |

| 族群               | 2010   | 2010    |
| 族群               | 人口   | 百分比  |
| ------------------ | ------ | ------- |
| 马来人             | 20036  | 10.92%  |
| 伊班人             | 72809  | 39.7%   |
| 比达友人           | 2225   | 1.21%   |
| 马兰诺人           | 17029  | 9.29%   |
| 其他土著           | 11421  | 6.23%   |
| 华人               | 30831  | 16.81%  |
| 印度人             | 430    | 0.23%   |
| 其他               | 728    | 0.4%    |
| 马来西亚公民总数   | 155509 | 84.79%  |
| 非马来西亚公民总数 | 27893  | 15.21%  |
| 总数               | 183402 | 100.00% |

| 行政区划                         | 总人口            | 伊班人           | 华人             | 马来人           | 马兰诺人         | 乌鲁人          | 其他           | 外国人            |
| -------------------------------- | ----------------- | ---------------- | ---------------- | ---------------- | ---------------- | --------------- | -------------- | ----------------- |
| 民都鲁市区                       | 114,058 （62.2%） | 32,992 （28.9%） | 28,512 （25.0%） | 14,945 （13.1%） | 14,179 （12.4%） | 6,068 （5.3%）  | 1,598 （1.4%） | 14,939 （13.1%）  |
| 实包勿市区                       | 296 （0.2%）      | 82 （27.7%）     | 171 （57.8%）    | 13 （4.4%）      | 6 （2.0%）       | 2 （0.6%）      | 11 （3.7%）    | 11 （3.7%）       |
| 省余区                           | 69,048 （37.6%）  | 39,735 （57.5%） | 2,148 （3.1%）   | 5,078 （7.4%）   | 2,844 （4.1%）   | 5,351 （7.7%）  | 1,003 （1.5%） | 12,943 （18.74%） |
| 全省                             | 183,402 （100%）  | 72,809 （39.7%） | 30,831 （16.8%） | 20,036 （10.9%） | 17,029 （9.3%）  | 11,421 （6.2%） | 3,383 （1.8%） | 27,893 （15.2%）  |
| * 其他民族包括毕达友人及印度人。 |                   |                  |                  |                  |                  |                 |                |                   |

#### 历史人口
| 年份     | 1960       | 1970        | 1980        | 1991        | 2000         | 2010         | 2020                              |
| 居民人数 | 5,000[139] | 14,000[140] | 42,812[141] | 51,862[141] | 102,671[141] | 114,058[142] | 229,300[138] （全省，不包含达岛） |

### 语言
与砂拉越其他地区相同马来语及英语为民都鲁的官方语言，在政府学校教学使用马来语，除了华文小学和中学则使用华语。市民在日常生活中，在不同民族之间多数使用官方语言，而同族之间则多使用自己的母语。在华族社群里汉族方言是通用的，如：福州话、潮州话、厦门话、广东话、客家话、兴化话、会宁话等方言。由于华文学校里使用华语教学，所以在年轻一代的华族社群里多会使用华语。其他民族语言有伊班语、马兰诺语、毕达友语、加央语、肯雅语、普南语等。

### 社会团体
民都鲁有许多领域的社会团体如：服務、商业、文化、康乐、球类等。华团则有籍贯和姓氏公会。

### 宗教与信仰
马来人皆是穆斯林，其他民族则依个人喜好选择信仰。华族多数信仰佛教、基督教、道教及民间信仰等。伊班人、乌鲁人和比达友人较多信仰基督教，而也有一部分保留自己民族信仰。马兰诺人则多数信奉伊斯兰教，有少部分是基督教徒。

## 经济
吉都隆（Kidurong）位於民都魯的東北郊，是一個天然海岬形成的港口，設有液化天然气工业，首期工程完成于1982年；第二期工程耗資140亿令吉完成于1994年；第三期工程耗资80亿美金完成于2003年。拥有全球最大型的集中式天然气蒸馏厂（MLNG），贸易额为砂州的45%，马来西亚的5%。液化天然气年生产量2,300万吨。壳牌公司（Shell）综合蒸馏厂（SMDS）是耗资18亿令吉的世界第一间综合蒸馏厂。石油化学产品年产量50万吨。尿素肥料厂（ABF）耗资7.7亿令吉，于1985年10月完成，为东盟国家所联营的第二座肥料厂。股份持有国家为马来西亚、泰国、菲律宾、印尼与新加坡。
三馬拉如工業區（Samalaju Industrial Park）位於民都魯東北方約50公里的海邊。熔铝厂耗資69亿令吉，面积8平方公里，由砂州日光与世界最大炼铝公司力拓集团（Rio Tinto Group）融资合作，目標年產量達150萬噸。多晶矽原料廠由德山株式會社（Tokuyama）耗資650億日圓（折25億令吉）設立。
中密度纤维板厂耗资2.2亿令吉，中密度纤维板年生产量10万立方米。
民都魯共有9個工業區，佔地達11,255.60公頃，面積居全砂（工業區面積共16,453.54公頃）之首，分別為：
| - 民都魯輕工業區（8.96公頃） - 基杜弄第1及第2期（59公頃） - 基杜弄（247公頃） - 格美納第1期（235.31公頃） - 格美納第2期（100公頃） | - 日拔（198.33公頃） - 基杜弄（207公頃） - 基杜弄重工業區（1,200公頃） - 沙馬拉如工業區（9,000公頃） |

民都鲁油棕种植业发达，拥有多家油棕公司；其中2021年仅BBC棕油厂于年报披露：该公司2020年棕榈油（即毛油，未包含棕榈仁油）收成可达61.3万吨（19.85%的榨油率）。

## 旅游

### 星级酒店[146]
民都鲁有46家星级酒店，提供3861间客房；另有18家经济型旅馆，提供660间客房。民都鲁的大多数房间都被从事工业和石油天然气行业的长期和短期游客占用，入住率在72%至95%之间。
- 四星级酒店（5间）：
  - 百乐城万豪万枫酒店 FAIRFIELD BY MARRIOTT BINTULU PARAGON（240间客房，2020年开业兼注册，下同[148]）
  - 金色海湾酒店 GOLDENBAY HOTEL（113间客房，2017年开业[149]）
  - 新世界酒店 NEW WORLD SUITES（135间客房，2008年开业[150]）
  - 利优酒店 NU HOTEL（210间客房，2017年开业[151]）
  - 埃弗利公园城市酒店 PARKCITY EVERLY HOTEL（225间客房，1998年开业并于2004年注册[152][153]）
- 三星级酒店（3间）：
  - 格林斯套房酒店 GREENS HOTEL & SUITES（160间客房，2016年开业[154]）
  - 金河公寓酒店 JINHOLD APARTMENT HOTEL（102间客房，2011年开业[155]）
  - 凯城酒店 PROMENADE HOTEL（183间客房，2015年开业[156]）

## 教育
民都鲁共有两所大学、三所学院、两家教育机构及一间技术职业学院（Vocational College）；八间国民中学、一间华文独立中学、一间伊斯兰中学；十五间国民小学、七间华文小学、两间国际学校。

### 高等学府

#### 大学
- 博特拉大学民都鲁分校（UPM-Bintulu）民都鲁分校[158]—入口位于丽华花园（Taman Li Hua）、雅包（Nyabau）路
- 马来西亚开放大学（OUM）民都鲁分校[159]—美丹商业区

#### 学院
- 玛拉工艺学院（Institut Kemahiran Mara）[160]—民诗路14哩
- ADTEC学院（Advanced Technology College）[161]—民诗路14哩
- Sedamai学院[162]—城市花园商业区

#### 技职学院
- 民都鲁技术职业学院（Vocational College Bintulu）

#### 教育机构
- GES GLOBAL Educational Services（教育代理）[163]—美丹商业区
- Interface Education Group（教育集团）[164]—美丹商业区

### 中学

#### 国民中学
据<Senarai Sekolah PPD Bintulu, Sarawak>可整理出民都鲁县境内各家國民中學，具体资料如下：
| 校名                          | 教师人数 | 学生人数 | 备注                        |
| ----------------------------- | -------- | -------- | --------------------------- |
| 民都鲁政府中学（SMK Bintulu） | 191      | 3,370    | 位于民美路                  |
| 市镇中学（SMK Bandar）        | 134      | 2,600    | 位于民美路                  |
| 基都隆中学（SMK Kidurong）    | 157      | 2,361    | 位于吉都隆                  |
| 峇鲁中学（SMK Baru）          | 132      | 1,924    | 位于馬來新村                |
| 格美納中学（SMK Kemena）      | 75       | 1,730    | 位于日拔村                  |
| 艾莎吉琳中学（SMK Asyakirin） | 92       | 1,431    | 位于双溪班兰（Sungai Plan） |
| 小计                          | 781      | 13,416   |                             |

据2024年数据，民都鲁市区6间政府中学学生数已逾1万8千人，其中民都魯國中學生人數約3600位、市鎮國中2800位以及峇魯國中2600位。

民都鲁省另有：
- 达岛中学（SMK Tatau）
- 实巴勿中学（SMK Sebauh）
- 三马拉如中学（SMK Samalaju），座落于民美路50公里处，预估2024年中落成[168][169]
- 雅包中学（SMK Nyabau），正处于土地申请阶段[170]
- 一间新中學，地點靠近體育館，目前在招標階段，預計2025年開始建設。[167]

#### 独立中学
1998年便曾有人提出诗巫公教中学在民都魯開辦分校的概念，此計劃雖獲得该校董聯會主席暨公教中學董事部丹斯里張曉卿及其它理事的同意，但卻未獲官方批准而胎死腹中。
- 民都鲁开智中学[172]—民诗路7哩，2000年自诗巫迁入，是民都鲁境内唯一的独中，为国内最新搬迁的独中。

### 小学
据砂拉越州华文小学列表与<Senarai Sekolah PPD Bintulu, Sarawak>可整理出民都鲁县境内各家小学，具体资料如下：
| 源流小学 | 校名                                     | 教师人数 | 学生人数 | 备注                                               |
| -------- | ---------------------------------------- | -------- | -------- | -------------------------------------------------- |
| 华小     | 中华公学                                 | 68       | 1,291    | 校长池梅惠，1919年创立                             |
| 华小     | 尚文公学                                 | 64       | 1,215    | 校长陈文世，1928年在实巴河创立，1996年迁至现址     |
| 华小     | 实比河华小                               | 65       | 1,044    | 校长萧广新，1964年创立，1997年迁至现址             |
| 华小     | 中华公学二校                             | 50       | 689      | 校长陈瑶，约2000年创立                             |
| 华小     | 开明华小                                 | 21       | 304      | 校长夏正恒，1932年在民丹莪创立，2012年迁校至民都鲁 |
| 小计     | 小计                                     | 268      | 4,543    |                                                    |
| 宗教小学 | Sekolah Kebangsaan Agama (M.I.S) Bintulu | 39       | 521      |                                                    |
| 小计     | 小计                                     | 39       | 521      |                                                    |
| 国小     | Sekolah Kebangsaan Tanjung Batu          | 98       | 1,826    |                                                    |
| 国小     | Sekolah Kebangsaan Kampung Jepak         | 87       | 1,531    |                                                    |
| 国小     | Sekolah Kebangsaan ST. Anthony           | 55       | 1,190    | 1958年由天主教所创立，原为英小                     |
| 国小     | Sekolah Kebangsaan Kidurong              | 76       | 1,159    |                                                    |
| 国小     | Sekolah Kebangsaan Asyakirin             | 75       | 1,136    |                                                    |
| 国小     | Sekolah Kebangsaan Kampung Baru          | 62       | 1,095    |                                                    |
| 国小     | Sekolah Kebangsaan Kidurong II           | 63       | 962      |                                                    |
| 国小     | Sekolah Kebangsaan Bintulu               | 49       | 866      |                                                    |
| 国小     | Sekolah Kebangsaan Kem Batu 18           | 36       | 647      |                                                    |
| 国小     | Sekolah Kebangsaan Orang Kaya Mohammad   | 51       | 623      | 新校舍在圣安东尼国小周边建设中，预定2023年落成。   |
| 国小     | Sekolah Kebangsaan Sungai Tisang         | 28       | 454      |                                                    |
| 国小     | Sekolah Kebangsaan Ulu Segan             | 18       | 281      |                                                    |
| 国小     | Sekolah Kebangsaan Sungai Setiam         | 18       | 203      |                                                    |
| 国小     | Sekolah Kebangsaan Kampung Nyalau        | 12       | 143      |                                                    |
| 国小     | Sekolah Kebangsaan Desa Lavang           | 16       | 135      |                                                    |
| 国小     | Sekolah Kebangsaan Sungai Selad          | 13       | 132      |                                                    |
| 国小     | Sekolah Kebangsaan Kuala Nyalau          | 14       | 61       |                                                    |
| 国小     | Sekolah Kebangsaan Sungai Setulan        | 11       | 56       |                                                    |
| 国小     | Sekolah Kebangsaan Sungai Silas          | 10       | 38       |                                                    |
| 国小     | Sekolah Kebangsaan Nyabau                | -        | -        | 处于申请校地阶段                                   |
| 小计     | 小计                                     | 792      | 12,538   |                                                    |

#### 华文小学
- 民都鲁中华公学一校—丹绒峇都
- 民都鲁中华公学二校—吉都隆路
- 实比河华文小学—民美路
- 尚文公学—实比遥（Sebiew）路，由衛理公會於1928年在实包勿創立[179]；1993年獲准遷校至民都魯，1995年一年級新生假福建公會屬下彬彬幼稚園上課，1996年全體師生迁入現址[180]
- 开明小学—民诗路7哩开智中学旁，2014年自民丹莪迁入[181]
- 达岛中华公学
- 实包勿中山小学

### 國際學校
- 吉都隆国际学校（Kidurong International School）[182]—1982年起用
- 民都鲁国际学校（Bintulu International School）—分校于2017年启用，唯其总校ELC国际学校之分校已无民都鲁分校。[183][184]
- 砂拉越基金会（英语：Yayasan Sarawak）国际学校民都鲁分校（YSISS Bintulu）—仍处于招标阶段。[185][186]

### 幼儿园
- 卫理系统（由卫理公会成立）
  - （民恩堂）卫理幼稚园
  - 恩光堂幼儿园
  - 荣恩堂幼儿园
- 彬彬幼儿园（由广东公会成立）
- 圣安东尼幼儿园（由天主教会成立）

## 医疗
民都鲁公立医疗体系除了中央医院（General Hospital）、综合诊疗所（Polyclinic）及日拔（Jepak）诊疗所，周边远近另有12处诊疗所：
- 基杜弄（Kidurong）：基杜弄（母婴保健）及双溪邦南（Sungai Plan）
- 三马拉如（Samalaju）：雅劳（Nyalau）
- 格美纳（Kemena）：山岗（Sangan）
- 达岛（Tatau）：达岛、瓜拉达岛（Kuala Tatau）、鲁布达邦（Lubok Tapang）、恩岛（Ng Tau）及卡古斯（Kakus）
- 实巴荷（Sebauh）：实巴荷、都胞（Tubau）及拉邦（Labang）

新建/增設醫療機構
- 新建基杜弄診所（第12大馬計劃第4滾動計劃下申請8 700萬令吉項目撥款）[191]
- 增設三馬拉如診所[191]
- 增設50至100床位的洗腎中心（將交由衛生局管理，造福低收入腎病患者）[192]

## 基础建设

### 重大投资
超过1,000亿马币
- 1,117亿马币：三马拉如工业区（英语：Sarawak Corridor of Renewable Energy#Samalaju）（含2020年代新项目及追加工程）[193][194][195]
  - 2020年代
    - 138亿马币：文安钢铁公司钢厂[193][196]
    - 74亿马币：SEDC—山鹰国际纸浆和造纸厂，原本预计2023年投产[197]
    - 68亿马币：海泰新能低碳矽综合工厂，预计2026年投产[198][199]
    - 63亿马币：SEDC—Gallois新能源合资石墨厂，预计2025年投产[200]
    - 53亿马币：澳洲氢气项目工厂[201][202]
    - 17亿马币：錦湖石化环氧氯丙烷厂（ECH）[203]
    - 17亿马币：隆基绿能单晶硅棒制造厂[125]
    - 10亿马币：從岸外長度達70公里的天然氣管，除了為工業區內的鋼鋁產業冶煉廠供氣，同時銜接至基杜弄循环燃气电站，預計2025年11月完工[204][205]

  - 2010年代
    - 114亿马币：OCIM多晶矽厂（2010年代86亿马币，2020年代追加28亿马币）[193][206]
    - 42亿马币：齐力工业（Press Metal）[193]
    - 38亿马币：Pertama硅铁合金厂[193][207]
      - 二期工程28亿马币[207]

    - 22亿马币：三马拉如海港（Samalaju Port）[208]
    - 10亿马币：樱花硅铁合金厂（Sakura Ferroalloy）[193]
    - 10亿马币：OM锰铁合金厂（OM Materials）[193]
    - 9亿马币：MAPS磷酸盐厂（MAPS）[193]
    - 6亿马币：PMB金属硅厂（PMB Silicon）[193]

超过500亿马币
- 635亿马币：国油石化工业园（Petchem Industrial Park，简称PIP，多数为2020年代的项目）[209][210][211][206]
  - 270亿马币：砂拉越酸性气体综合疏散系统（SISGES）[212][213]
    - 100亿马币：砂拉越壳牌及国油勘探Rosmari-Marjoram天然气项目[125][214]

  - 240亿马币：2个共价值240亿令吉的氢气项目[209]
    - 113亿令吉：H2biscus项目由Samsung Engineering（英语：三星工程）、浦项钢铁（Posco）以及Lotte Chemical（英语：乐天化学）负责开发，每年供应马来西亚7千吨绿氢；而对于出口至国外的将会是年产量达到60万吨的蓝氨（Blue Ammonia）、63万吨的绿氨（Green Ammonia）和48万吨绿色甲醇（Green Methanol），再出口到韩国[201]
    - 85亿令吉：H2ornbill 则是由SEDC Energy（砂拉越经济发展局子公司）和来自日本的住友商事（Sumitomo Corporation）及ENEOS合作，主要负责大规模的绿氢生产，旨在将氢转化为甲基环己烷（MCH），以出口到日本[201][215]

  - 70亿马币：吉都隆甲醇及衍生物提炼中心[216][209]
    - 37亿马币：民都鲁甲醇厂（2010年代）[217][218]

  - 45亿马币：砂石化（Sarawak Petchem）氨气厂[214]
  - 10亿马币：美国药物厂[219][220][221]
    - 现有投资3.6亿马币：砂拉越医疗创新技术中心（SMITH）与大马进出口银行（EXIM Bank）达成协议，在园内建设一间医用手套厂，工程分两期进行，每期将建设4条生产线，建竣后每月平均产能将达1.04亿只手套。[209][222][210]

超过100亿马币
- 约228亿马币：民都鲁液化天然气厂（MLNG，1980年代至今；已含Train 9）[223]
  - 约63亿马币：民都鲁液化天然气厂第九生产线计划（LNG Train 9 project，2010年代）[224][225][226]
  - 约57亿马币：民都鲁液化天然气厂第三厂（MLNG Tiga，2000年代，Train 9另计）[227][228]
- 200亿马币：生物中心港口（BioHub Port，2020年代）[229]

10-99.9亿马币
- 80亿马币：酸性气体生产工厂（2020年代，壳牌与泰国国家石油股份联营）[230]
- 38亿马币：泛婆罗洲大道（英语：Pan-Borneo Highway）
  - （部分）17亿马币：77公里峇贡路口—Tangap河道路提升（2010年代）[231][232][233][234]
  - 13亿令吉：65公里Arip河大桥—民都鲁机场路口道路提升（2010年代）[233]
  - 6.4亿令吉：43公里雅包—峇贡路口道路提升（2010年代）[235][236][237][238]
  - 1.5亿令吉：17.6公里格美纳工业区—民都鲁新机场提升及新桥一座（2000年代）[239]
    - 格美纳工业区新桥（2000年代，新桥造价4 200万马币）[240]
- 38亿马币：胡氏精细化工氨基化工厂（Hu-Chems Fine Chemical，2010年代）[241][242]
- 30亿马币：砂拉越壳牌近岸天然气化工厂（OGP，2020年代）[243]
- 20亿令吉：壳牌综合蒸馏厂（SMDS，1980年代）[244][245]
- 19亿马币：民都鲁港口（Bintulu Port，1980年代至今）[246]
- 16亿马币：基杜弄循环燃气电站（2010年代）[247]

1-9.9亿令吉

| - 8.7亿令吉：民都魯水供系統（1980年代1亿零吉，2020年代7.7亿令吉） - 7.7亿令吉：东盟尿素厂（ABF，1980年代） - 5.3亿令吉：Ibraco商业区（2010年代） - 5亿令吉：Kidurong Gateway商业区（2010年代） - 4.7亿令吉：日拔桥（2020年代） - 4亿令吉：Paragon商场（2010年代） - 1.5亿令吉：The Peak公寓（2010年代） - 3.8亿令吉：民都鲁机场（2000年代） - 3亿令吉：民都鲁新欣广场（2010年代） - 2.5亿令吉：民都鲁综合能源中心（BiEH，2020年代） - 2.2亿令吉：Daiken中密度纤维厂（1980年代） - 2亿令吉：Bintulu City Mall（2010年代） | - 1.9億令吉：詩巫—民都魯—美里主要公路（1990年代） - 1.7亿令吉：达岛—Sangan—Nanga Melukun Batang Rejang公路（2010年代） - 1.6亿令吉：五哩高架桥（2010年代） - 1.5亿令吉：实巴河桥（2010年代） - 1.4亿令吉：砂州阳光水泥厂（1990年代） - 1.4亿令吉：美丹高架桥（2020年代） - 1.2亿令吉：新聯邦辦公大樓（2020年代） - 1.2亿令吉：玛拉理科初级学院（MRSM，2020年代） - 1亿令吉：民都魯醫院（1990年代） |

### 海路
民都鲁深水港启用于1983年1月1日，是砂州首座24小时开放的深水港口。1999年6月耗资4亿令吉建成婆罗洲首座货柜专用终站，2016年货柜吞吐量为27.7万个標準集裝箱，2018年上升至35.0万个標準集裝箱；另外沙玛拉如港口2020年货柜吞吐量为471万。2023年6月副首相拿督斯里法迪拉指出，砂拉越希望接管民都鲁港口课题协调事宜，在同年7月初举行的1963年马来西亚协议（MA63）技术委员会会议中详细讨论。
2015年11月馬來西亞與中國組成馬中港口聯盟，民都鲁港則在第一梯次即參與（所列排名皆為2023年世界排名）：
- 馬來西亞
  - 巴生港（第13名[274]）
  - （柔佛）丹戎帕拉帕斯港（第15名[274]）
  - （砂拉越）民都鲁港
  - （彭亨）关丹港（英语：Kuantan Port）
  - 马六甲港
  - 槟城港（英语：Port of Penang）
  - （登嘉楼）甘马挽港口（2017年9月加入[275]）
  - 沙巴（亞庇）港口（2017年9月加入[275]）
  - （砂拉越）古晋港（2017年9月加入[275]）
- 中國
  - 上海港（第1名[274]）
  - 宁波舟山港（第3名[274]）
  - 深圳港（第4名[274]）
  - 青岛港（2016年7月加入[275][276]，第5名[274]）
  - 广州港（第6名[274]）
  - 天津港（2017年9月加入[275]，第8名[274]）
  - 厦门港（第14名[274]）
  - 太仓港（蘇州港）（第22名[274]）
  - 大连港（第45名[274]）
  - 福州港（第56名[274]）
  - 海口港（第86名[274]）
  - 北部湾港

排列世界前百港口但未參與聯盟的中國港口及其2023年排名：
- 日照港（第30名）
- 連雲港港（第33名）
- 欽州港（第35名）
- 營口港（第39名）
- 煙台港（第49名）
- 東莞港（第57名）
- 唐山港（第61名）
- 南京港（第65名）
- 嘉興港（第75名）
- 南通港（第84名）
- 泉州港（第87名）
- 錦州港（第95名）

### 陆路

#### 长途巴士
長程巴士總站于2017年9月自已使用逾20年的美丹再也（Medan Jaya）商區原總站遷至民都魯中環（Bintulu Sentral）商區，成為除古晉砂州第一座空調型巴士總站。
該總站營運的業者有Bintang Jaya Bus Express、Bus Asia、Eva Bus Express、Lanang Road Bus、MTC Express、Rejang Transport、Sungai Merah Bus及Vital Focus Group（包括Borneo Highway Bus Express、PB Bus Express及Suria Bus Express）。
Vital Focus Group原定2018年遷至吉都隆中環（Kidurong Sentral）商區，另有Hornbill Bas Ekspres、Kirata Sdn Bhd、Midsar Transport Sdn Bhd、Wilmas Sdn Bhd、Sapphire Pacific Sdn Bhd簽署意向書將遷入吉都隆總站，民都魯將形成砂州首座擁有雙長程巴士總站的城鎮，唯至今未有进展。

#### 市内公车
停驶数年的市内公车于2021年12月8日重新开通，现有路线为城市花园商业中心巴士站（下称巴士站）往返下列地点：
（路线编号）起点—途经—终点
- （B8）巴士站—小贩中心—日拔工业区—机场—瑟干廉价屋—甘榜日拔—瓜拉达岛（2022年6月，未公布行驶时间）
- （B9）巴士站—小贩中心—美丹再也—民美路５哩—日拔工业区—机场—达岛（2022年1月开始，每日行驶）
- （B10）巴士站—小贩中心—美丹再也—实巴荷—医院—双溪邦南—沙玛拉如—雅劳（2022年1月开始，周一、三、六行驶）

#### 德士及电子召车
市區曾有2百餘輛德士往返載客，现剩下15辆尚处活跃状态；另有Grab（全马28个服务点之一）和Maxim實時共乘服務入駐。

#### 租车
砂拉越州内租车区域代号与民都鲁相关的路线如下：
| 区域代号 | 路线                            |
| -------- | ------------------------------- |
| 第10区   | 万年烟—实兰沟—沐胶—民都鲁       |
| 第12区   | 巴贡水电站—双溪亚瑟—民都鲁—美里 |
| 第13区   | 达岛—民都鲁                     |
| 第14区   | 实巴河—民都鲁                   |
| 第17区   | 尼亚—Suai—民都鲁                |

#### 智轨
砂拉越智能轨道快运系统（ART）放眼2027年在民都鲁之三马拉如（Samalaju）—丹绒吉都隆完成第三期工程；最快预计可在2025年第四季，首两期工程先在古晋启用，所有工程耗资60亿马币。2022年1月10日砂拉越总理阿邦佐哈里公布，进行以智轨联通达岛—民都鲁—三马拉如（Samalaju）的考察。
相比早前计划中的古晋轻快铁（LRT）成本便宜许多，即整个建设费仅是一般轻快铁的三分之一，所以砂拉越政府已经决定改建ART。由于ART不需另设轨道，因此僅需扩建现有道路及开设专用车道让该电车行驶，而电车行驶速度约为每小时70公里，且仅需充电10分钟就可行驶25公里路。预计电车每节车厢可容纳100人，而计划中落实到电车将设有三节。

### 空路
民都鲁机场位于民美路23公里处，飞机跑道长达2.7公里，空中巴士A330可直接降落。耗资3亿令吉于2003年开放使用。現有營運的業者包括马来西亚航空（往吉隆坡）、亚洲航空（吉隆坡、亚庇及新山，另有新加坡于2017年12月26日至2018年之间运营，也是民都魯首條國際航線）、马来西亚之翼航空（往古晋、亞庇、美里、詩巫、沐膠）。
星巴克於2017年10月在民都魯機場開設民都魯第二家分店（从Times Square迁至The Spring的星巴克于2025年6月歇业），在砂拉越的开店顺位继古晉与美里之后；在东马则为第四座城镇（沙巴亚庇机场亦设有分店）拥有机场分店。
机场位于市中心，与临近商业区相距不足百米，现已中止服务，成为常年性国际风筝节的比赛场地。
Gulf Golden飞行学院占地45英畝，2007年成立于机场旁，已於2010年年底關閉。

## 休闲
运动场所

| - 1间室内体育馆 - 1间露天体育馆 - 1座18洞高尔夫球场 - 1间私人运动俱乐部—Kidurong Club（吉都隆俱乐部） - 3座游泳池 - 3座钩球场 - 4座排球场 | - 8座壁球场 - 14座足球场 - 16座篮球场 - 25座藤球场 - 32座网球场 - 40座羽球场 |

公园
- 野生動植物園（Taman Tumbina） Tumbina （页面存档备份，存于）
- 诗美拉遥（Similajau）国家公园 Similajau

## 名人

### 路名
- 丁明建路（Jalan Bakeri Ting）[294][295]
- 劉玉順路（Jalan Law Gek Soon）[296][297]

### 受勋者
拿汀巴丁宜（1）
- 祖瑪安妮（Juma'ani Tuanku Bujang，丈夫為在任砂拉越首席部長阿邦佐哈里，2017年9月9日受封拿督巴丁宜[298]），本家姓邱，出生後被當時的達島縣長領養[299]；身為第二任砂拉越元首敦端姑武让（英语：Tuanku Bujang）的养女，同首任元首儿子的阿邦佐结婚，皆為名门望族。[300]

拿督斯里（5）
- 张庆信（太平局绅）—自1999年起任民都魯區國會議員，2000年3月10日受封於雪蘭莪蘇丹，1996年受封拿督。[301]民主進步黨黨中央主席（2014—）兼旅游、艺术及文化部长（2022—）、曾任马来西亚首相对东亚特使（2014—2018、2020—2022）及國陣後座議員理事會主席。
- 范長錫—受封於2012年10月10日，自2016年起任泗里街卢勃区州会议员。[302]
- 毛文新—受封於2017年1月31日之前，已故前邦曼查毛良干长子。[303]
- 池德峰—受封於2017年8月19日之前[304]，受封拿督於2011年9月之前[305]。
- 刘贤文—受封于2023年8月3日，Destiny Group行政总裁。[306][307]

拿督
- 国家元首（8人）
  - 许长国—2007年6月2日受封[308]。
  - 林光美—2011年6月4日受封[309]。
  - 谢向义—2011年6月4日受封[309]。
  - 包章文—2012年6月2日受封[310] 。
  - 黄益隆—2014年6月6日受封[311]。
  - 叶绍辉—2014年6月6日受封[312]。
  - 卓昭平—2016年6月4日受封[313]。
  - 林垂津—2017年9月9日受封[314]。
- 各州苏丹/元首（17人）
  - 张自治—2009年10月23日受封於砂拉越元首[315]。
  - 貝建安—2011年1月26日受封於馬六甲州元首[316]。
  - 蔡松平—2014年9月受封于砂拉越元首[317]。
  - 许步平—2015年9月12日受封於砂拉越元首[318]。
  - 卢忠义—2015年11月14日受封於马六甲州元首[319]。
  - 楊彪順—2018年10月12日受封於砂拉越元首，港业集团（Harbour Link，MYX：2062）董事经理[320]。
  - 陈聪化—2020年10月9日受封于砂拉越元首，顺合集团董事[321]。
  - 许道雄—2020年11月受封于马六甲州元首，民都鲁医院巡察委员会主席[322][323]。
  - （女）田寶英—2023年8月29日受封于马六甲州元首，民都魯鄉團聯合會副會長[324]。
  - 江功光—2024年8月26日受封于马六甲州元首，2025年任民都魯華總會長[325][326]。
  - 郑盛发—2024年8月26日受封于马六甲州元首，民都鲁荥阳郑氏公会主席[327]。
  - 刘义容—受封於2008年3月之前[328]。
  - 俞贤远—受封於2008年3月之前[328]。
  - 丁庆利—受封於2016年2月之前[329]。
  - 范长祖—受封於2016年2月之前[330]。
  - 吴文惠—受封於2016年7月之前[331]。
  - 歐亞平—受封於2020年7月之前[332]。

上議員
- （前任）许长国
- （前任）包章文：前砂拉越民主進步黨吉隆區部主席

天猛公
- 叶绍辉（2011年8月受委）[333]
- 沈剑辉

邦曼查
- 卓昭平（2011年8月受委）[333]
- 叶绍辉（2011年8月卸任）
- 林光美（2008年7月卸任）
- 毛良干（2004年或之前卸任，林光美2005年已在任）[334]

本固魯
- 蔡松平（2014年1月受委）[335]

甲必丹
| 2020年5月1日 - 張文財 - 吳鵬飛 - 方友龍 - 許佳彬（女） - 林咸琳 - 丁开忠 - 江小平 - 包章泰 - 卢文财 - 盧康良 | 2012年3月3日 - 姚本忠 - 苏健发 - 沈茂美（女） - 胡良华 - 包章泰 - 林正敏 - 林咸琳 - 江小平 - 卢文财 - 丁开忠 |

逝世
- 敦
  - 拉曼耶谷（英语：Abdul Rahman Ya'kub）（1928—2015），1928年出生於民都魯甘榜日拔，1970—1981年任砂拉越州首席部长，1981—1985年任砂拉越州元首，2015年在古晉去世，享年87歲。[338][339]
- 丹斯里
  - 叶明逸—民省首名拿督斯里，地方殷商兼耆老[340]，去世于2016年4月30日，得年103歲[341]。
- 拿督
  - 黄致强—受封於2017年5月之前[342]，2018年9月16日去世[343]。
  - 叶乃鹏—受封於2016年2月之前，逝世于2020年3月4日。[330][344]
- 邦曼查
  - 毛良干
- 甲必丹
  - 林国谋—2007年12月30日。[345]
  - 胡良华—2013年7月3日，终年65岁。[346]
  - （實巴荷）陳榕臣—2018年9月19日，閏壽90岁。[347]

### 世界性成就
- 象棋特級大師聋哑棋后詹敏珠，22名女性世界象棋特级国际大师之一[348][349][350]